# Los Toribianitos
Los Toribianitos son un grupo musical peruano de coro vocal infantil con características de música andina. Representan un clásico dentro de la cultura popular de villancicos durante la temporada de Navidad en América Latina.

## Historia
Fue creado en octubre de 1971, por el padre Óscar Aquino Pérez, egresado del católico Seminario de Lima y con estudios de música, se le fue designado enseñar en el Colegio Externado Santo Toribio del Rímac en donde organizó a un grupo de niños para participar en un concurso de coros de colegio a nivel de toda la ciudad de Lima patrocinado por la Cruz Roja Peruana, llegando a ganarlo. Ese mismo año la presentadora de televisión Mirtha Patiño los invitó a participar en una edición especial por Navidad, el productor del programa vio al grupo de niños cantando y propuso al padre Aquino grabar un disco. El sacerdote aceptó y el disco fue grabado recién tres años después.
El nombre del grupo se debatía si debía ser una palabra en idioma inglés o simplemente «Los Toribianos», al final se decidió por el segundo pero como diminutivo, en concreto como «Los Toribianitos».

"Después pensaron en ponerle un nombre inglés, hasta que surgió Los Toribianitos, y a todos les pareció más dulce, tan dulce que a algunos los empalagó... Y como eran años de nacionalismo, un tiempo los llamaron Los Toribianitos del Perú. Además, el uniforme era rojiblanco".
Extracto de la entrevista al padre Óscar Aquino Pérez en ¿Recuerda a Los Toribianitos? de la revista Amor a la música, 16 de diciembre de 2010.

El grupo desde su fundación se nutre de los estudiantes del colegio Santo Toribio del Rímac, por lo que llegó a tener 1500 miembros.
En 2010, el histórico colegio Santo Toribio cerró por temas no informados, por lo que la agrupación se trasladó a la Parroquia San Lorenzo del Rímac, originando que otros niños de diferentes colegios, tanto religiosos como seculares, postulen a integrarse al grupo de acuerdo al constante cambio generacional.

## En la cultura popular
Desde la creación del grupo, las músicas interpretadas por ellos se expandieron por todo el Perú y partes de la América Hispana, se arraigó en la cultura popular peruana y forma parte de las celebraciones por Nochebuena y Navidad.

"Sus voces, en melodías diáfanas y agudas, acogen a Papá Noel para entrar a las ‘chimeneas’ de las casas: entre el pesebre y el arbolito, su música es indispensable. En los corazones de nuestros niños es alegría. Entre los mayores es dulzura y un regreso eterno a la infancia con lágrima nostálgica y aroma a chocolate caliente."
Extracto de ¿Recuerda a Los Toribianitos? de la revista Amor a la música, 16 de diciembre de 2010.

El 3 de diciembre de 2015 el dj DVJ.GO. junto al estudio Barba Roja hicieron un mashup entre el sencillo Don't Stop the Party del cantante estadounidense Pitbull y Somos los niños cantores de Los Toribianitos. El 21 de diciembre de 2017 el músico peruano Tito Silva junto al cantante Felipe Solís —imitador del cantante puetorriqueño Bad Bunny—, realizaron un remix entre la canción de género reguetón Krippy Kush y los villancicos (interpretados por Los Toribianitos) Los peces en el río y Vamos pastores, vamos. El 10 de diciembre de 2018 Tito Silva, en plena popularidad de la película biográfica Bohemian Rhapsody de Freddie Mercury, publicó un mashup entre el sencillo Another One Bites the Dust de la banda británica Queen y Vamos pastores, vamos de Los Toribianitos.
El 14 de diciembre de 2018 la agrupación hizo una adaptación a su tema Cholito Jesús con referencia a la importancia de combatir la anemia a nivel nacional, dicho acto forma parte de la campaña estatal "Tu Amor es de Hierro" del Ministerio de Salud. Dentro de esa misma campaña el 25 de diciembre de ese mismo año, el grupo acompañó a la ministra de Salud Silvia Pessah al Instituto Nacional de Salud del Niño en el distrito de Breña en Lima como sorpresa por Navidad.

## Discografía

### Álbumes de estudio
- Los Toribianitos[1]
- Todo el año es Navidad[1]
- Latino Soy[1]
- Feliz Navidad[1]